# Gabriel Chavet
Gabriel Chavet, né à Digoin le 14 décembre 1880 et mort à Paris le 23 octobre 1972, est un espérantiste français.
Alice Roux  sa professeur d'allemand, âgée de 28 ans, lui fait découvrir l'espéranto en 1896. Il fonde en janvier 1897 le premier club lycéen d'espéranto de France à Louhans,. En 1900, alors à Paris, il fonde le Groupe espérantiste de Paris. En 1906, il fonde avec Georges Warnier (1884-1953), qui fut président de l'Union Espérantiste Française, la Librairie de l'Espéranto à Paris.
À la même époque, il fait paraître chez Hachette avec Georges Warnier, Esperanto Manuel, Cours pratique et complet en 15 leçons, ouvrage qui connaîtra de nombreuses rééditions durant les décennies suivantes et sera imprimé à plusieurs dizaines de milliers d'exemplaires.
En sa qualité de secrétaire du mouvement espérantiste international alors basé à Paris, il participe activement à l'organisation des congrès universels d'espéranto de 1906 à 1914, dont il rédige notamment les rapports officiels. Gabriel Chavet est présent lors de la visite de Louis-Lazare Zamenhof à l'Office central espérantiste de Paris, le 15 août 1913, aux côtés d'Hippolyte Sebert et Eugénie Cense.

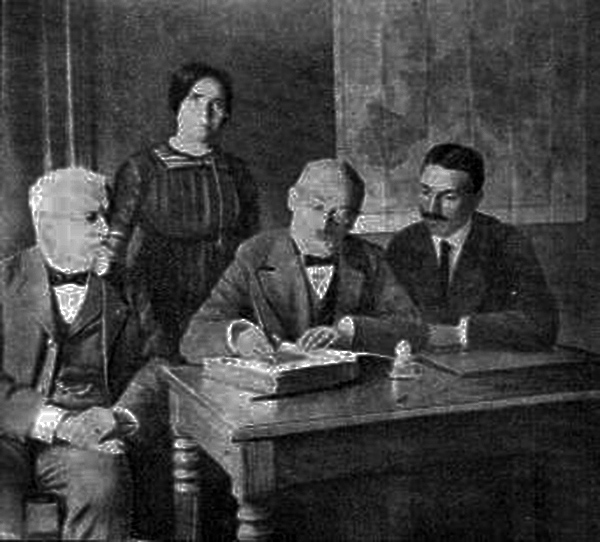
Photographie de la visite de L.L. Zamenhof à l'Office central espérantiste de Paris le 15 août 1913

À la même période il est également secrétaire du Comité Linguistique, organisme précurseur de l'actuelle Académie d'Espéranto, et rédacteur de la Oficiala Gazeto Esperantista, organe officiel du mouvement à cette époque.
Pacifiste militant, il est à partir de 1920 secrétaire de la Ligue Internationale de la Paix et de la Liberté dont il rédige le bulletin officiel.
Il est également un membre actif de l'Amicale des rotariens espérantistes dès sa fondation, à laquelle il participe.